# Acalypha schimpffii
Acalypha schimpffii é uma espécie de flor do gênero Acalypha, pertencente à família Euphorbiaceae.